# Bobby Bright
Bobby Bright (* 21. července 1952 Midland City, Alabama, USA) je americký demokratický politik. Studoval na Auburn University (B.A.), Troy State University (M.S.) a Faulkner University (J.D.). V letech 1999–2009 byl starostou města Montgomery a od roku 2009 do 2011 byl členem Sněmovny reprezentantů USA za druhý obvod státu Alabama.